# Julus rotundatus
Julus rotundatus är en mångfotingart som beskrevs av Brandt 1841. Julus rotundatus ingår i släktet Julus och familjen kejsardubbelfotingar. Inga underarter finns listade i Catalogue of Life.